# Jhamal Rodríguez
Jhamal Adonis Rodríguez Thomas (Ciudad de Panamá, 28 de enero de 1995) es un futbolista panameño. Juega como mediocampista. Actualmente milita en el Umecit FC de la Primera División de Panamá.

## Selección nacional
Hizo su debut a nivel de selecciones con la Selección de fútbol sub-20 de Panamá en el Campeonato Sub-20 de la Concacaf de 2015 realizado en Jamaica, en el que lograron la clasificación a la Copa Mundial de Fútbol Sub-20 de 2015. Quedaron emparejados en el grupo B junto a las selecciones de Austria, Ghana y Argentina con la cual debutaron y Jhamal Rodríguez realizó un golazo en el Estadio Regional de Wellington, disputó los 3 partidos del mundial.
Disputó con la Selección sub-22 de Panamá los Juegos Panamericanos de 2015 en Toronto. Finalizando en el cuarto lugar, luego de terminar segundo del grupo A después de Brasil y perdiendo en las semifinales contra México y luego ante Brasil en tiempos extras.
Participó con la selección sub-23 de Panamá en las eliminatorias al Preolímpico de Concacaf de 2015.
Debutó con la Selección de fútbol de Panamá el 26 de febrero de 2020 contra la selección de Nicaragua y luego disputó el partido entre Panamá y Serbia en el Estadio Rommel Fernández Gutiérrez.

## Estadísticas
Actualizado al último partido disputado el 27 de septiembre de 2022.
| Club                         | Div                 | Temporada           | Liga  | Liga  | Copa Nacional | Copa Nacional | Copa Internacional | Copa Internacional | Total | Total | Prom. · |
| Club                         | Div                 | Temporada           | Part. | Goles | Part.         | Goles         | Part.              | Goles              | Part. | Goles | Prom. · |
| ---------------------------- | ------------------- | ------------------- | ----- | ----- | ------------- | ------------- | ------------------ | ------------------ | ----- | ----- | ------- |
| Chorrillo FC · Panamá        | 1.ª                 | 2013-14             | 19    | 2     | -             | -             | -                  | -                  | 19    | 2     | 0,11    |
| Chorrillo FC · Panamá        | 1.ª                 | 2014-15             | 30    | 8     | -             | -             | 4                  | 0                  | 34    | 8     | 0,24    |
| Chorrillo FC · Panamá        | 1.ª                 | 2015-16             | 16    | 2     | 0             | 0             | -                  | -                  | 16    | 2     | 0,13    |
| Chorrillo FC · Panamá        | Total               | Total               | 65    | 12    | 0             | 0             | 4                  | 0                  | 69    | 12    | 0,18    |
| FC Guria Georgia             | 1.ª                 | 2016                | 4     | 0     | -             | -             | -                  | -                  | 4     | 0     | 0,00    |
| FC Guria Georgia             | Total               | Total               | 4     | 0     | 0             | 0             | 0                  | 0                  | 4     | 0     | 0,00    |
| Atlético Veragüense · Panamá | 1.ª                 | 2016-17             | 13    | 1     | 0             | 0             | -                  | -                  | 13    | 1     | 0,45    |
| Atlético Veragüense · Panamá | Total               | Total               | 13    | 1     | 0             | 0             | 0                  | 0                  | 13    | 1     | 0,29    |
| San Francisco FC · Panamá    | 1.ª                 | 2017-18             | 35    | 1     | -             | -             | -                  | -                  | 35    | 1     | 0,39    |
| San Francisco FC · Panamá    | 1.ª                 | 2018-19             | 34    | 11    | 0             | 0             | -                  | -                  | 34    | 11    | 0,32    |
| San Francisco FC · Panamá    | 1.ª                 | 2019-II             | 19    | 1     | -             | -             | 2                  | 0                  | 21    | 1     | 0,05    |
| San Francisco FC · Panamá    | 1.ª                 | 2020                | 18    | 3     | -             | -             | 1                  | 0                  | 19    | 3     | 0,17    |
| San Francisco FC · Panamá    | 1.ª                 | 2021                | 15    | 2     | -             | -             | -                  | -                  | 15    | 2     | 0,13    |
| San Francisco FC · Panamá    | Total               | Total               | 121   | 18    | 0             | 0             | 3                  | 0                  | 124   | 18    | 0,15    |
| Monagas SC · Venezuela       | 1.ª                 | 2021                | 14    | 3     | -             | -             | -                  | -                  | 14    | 3     | 0,21    |
| Monagas SC · Venezuela       | Total               | Total               | 14    | 3     | 0             | 0             | 0                  | 0                  | 14    | 3     | 0,21    |
| ACD Lara · Venezuela         | 1.ª                 | 2022                | 13    | 0     | -             | -             | 2                  | 0                  | 15    | 0     | 0,00    |
| ACD Lara · Venezuela         | Total               | Total               | 13    | 0     | 0             | 0             | 2                  | 0                  | 15    | 0     | 0,00    |
| San Francisco FC · Panamá    | 1.ª                 | 2022                | 7     | 3     | -             | -             | -                  | -                  | 7     | 3     | 0,43    |
| San Francisco FC · Panamá    | Total               | Total               | 7     | 3     | 0             | 0             | 0                  | 0                  | 7     | 3     | 0,43    |
| Total en su carrera          | Total en su carrera | Total en su carrera | 237   | 37    | 0             | 0             | 7                  | 0                  | 246   | 37    | 0,14    |

## Palmarés
| Título          | Club            | Sede   | Año  |
| --------------- | --------------- | ------ | ---- |
| Torneo Clausura | Chorrillo F. C. | Panamá | 2014 |

- Datos: Q24010628